# Bolsa de Nueva Zelanda

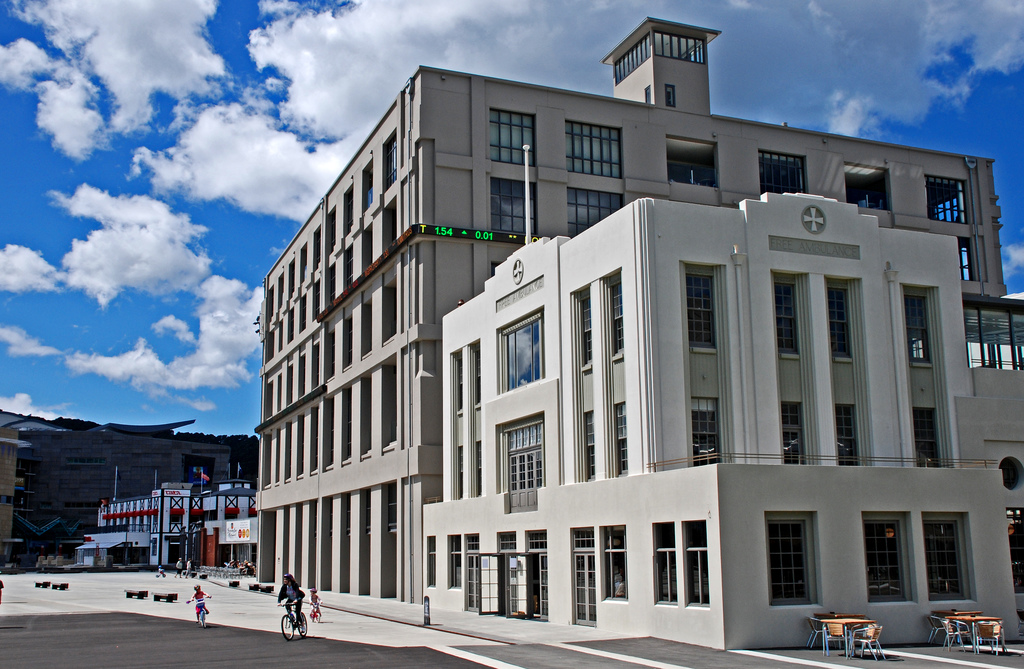
NZX, Wellington.

La Bolsa de Nueva Zelanda (en inglés: New Zealand Exchange) o NZX Limited es una bolsa de valores situada en Wellington (Nueva Zelanda). Desde julio del 2005 se ha situado en el NZX Centre, el renovado "Odlins Building" en el frente costero de Wellington. Al 30 de junio de 2009, en la Bolsa de Nueva Zelanda había 233 empresas que figuran con una capitalización de mercado combinada de 49.024 millones dólares.

## Historia
NZX comenzó como una serie de bolsas de valores regionales durante la fiebre del oro de la década de 1870. En 1974, estos mercados regionales se fusionaron para formar una Bolsa Nacional de Valores, la Bolsa de Nueva Zelanda (NZSE).
El 24 de junio de 1991, NZSE implementó un sistema comercial informatizado, y suprimió el mercado a voz. Este sistema informático fue sustituido por el sistema Faster de comercio más rápido en septiembre de 1999.
El 16 de octubre de 2002, la firmas miembros de la Bolsa de Nueva Zelanda votaron a favor de la desmutualización, y el 31 de diciembre de 2002, NZSE se convirtió en una sociedad de responsabilidad limitada. El 30 de mayo de 2003, New Zealand Stock Exchange Limited oficialmente cambió su nombre a Nueva Zelanda Exchange Limited, conocida comercialmente como NZX, y el 3 de junio de 2003 listó sus propios valores en su mercado de valores principal.

## Productos
NZ opera tres mercados principales:
- New Zealand Stock Market (NZSX), el principal mercado de renta variable;
- New Zealand Alternative Market (NZAX), para las pequeñas empresas y las empresas en crecimiento
- New Zealand Debt Market (NZDX), para valores de las empresas y los bonos del gobierno.

Además, NZX está desarrollando actualmente NZFOX, un sistema de negociación de contratos de futuros.

## Horario
NZSX y NZAX; subasta de apertura: 9:45-10:00, Normal Trading: 10am - 4.45pm, Subasta de Cierre: 4:45-5:00
NZDX; subasta de apertura: 8:45-9:00, Normal Trading: 10am - 4.45pm, Subasta de Cierre: 4:45-5:00
Una lista más detallada de los horarios comerciales se puede encontrar en 